# Michelle Clunie
Michelle Renee Clunie, född 7 november 1969 i Portland i Oregon, är en amerikansk skådespelerska. Hon gjorde sin officiella filmdebut under år 1993, genom att medverka i den nionde Fredagen den 13:e-filmen Jason Goes to Hell: The Final Friday.
Michelle Clunie fick internationell uppmärksamhet för sin insats som Melanie Marcus, i Showtimeserien Queer as Folk. Hon har sedan dess spelat rollen som bland annat Ellen Beals i Make It or Break It, och Mrs. Finch i MTV-serien Teen Wolf.
I oktober 2014 tillkännagavs det, att Clunie väntade barn tillsammans med bästa vännen och regissören Bryan Singer. Deras son föddes sedan därefter i januari 2015.

## Filmografi (i urval)

### Filmer
- 1993 – Jason Goes to Hell: The Final Friday
- 1995 – De misstänkta
- 1999 – Lost & Found
- 2012 – Magic Mike
- 2015 – A Sort of Homecoming

### TV-serier
- 1996 – Slaget om Tellus (TV-serie)
- 1997 – Här är ditt liv, Cory (TV-serie)
- 1997 – Night Man (TV-serie)
- 1999 – VIP (TV-serie)
- 2000 – Diagnos mord (TV-serie)
- 2000–2005 – Queer as Folk (TV-serie)
- 2002 – Vem dömer Amy? (TV-serie)
- 2006 – House (TV-serie)
- 2006 – Brottskod: Försvunnen (TV-serie)
- 2007 – The Closer (TV-serie)
- 2009 – CSI: Crime Scene Investigation (TV-serie)
- 2010 – The Mentalist (TV-serie)
- 2010–2011 – Make It or Break It (TV-serie)
- 2010 – Lie to Me (TV-serie)
- 2011 – Detroit 1-8-7 (TV-serie)
- 2011 – In Plain Sight (TV-serie)
- 2013 – NCIS (TV-serie)
- 2014 – Bones (TV-serie)
- 2015–2017 – Teen Wolf (TV-serie)